# Arcidiecéze Monreale
Arcidiecéze Monreale (latinsky Archidioecesis Montis Regalis) je římskokatolická nemetropolitní arcidiecéze v italské oblasti Sicílie, která tvoří součást Církevní oblasti Sicílie. Je sufragánní vůči arcidiecézi palermské.

## Stručná historie
V roce 1174 papež Alexandr III. prohlásil opatství Santa Maria Nuova v Monreale za vyňaté z jurisdikce arcibiskupů palermských. Již v roce 1183 papež Lucius III. povýšil opatství na metropolitní arcidiecézi, která měla dvě sufragánní diecéze, v Katánii a v Syrakuzách. V letech 1775 - 1802 byla ardcidiecéze Monrale spojena aeque principaliter s arcidiecézí palermskou. Od roku 2000 není metropolitním sídlem a stala se součástí církevní provincie palermské.  